# لیبرتی (تگزاس)
لیبرتی، تگزاس(به انگلیسی: Liberty, Texas) شهری در ایالت تگزاس از ایالات جنوبی ایالات متحده آمریکا است. در سرشماری سال ۲۰۰۰، جمعیت این شهر ۸۰۳۳ نفر اعلام شد.